# رضا سوخته‌سرایی
رضا سوخته‌سرایی (زادهٔ ۱۱ بهمن ۱۳۲۸ در دارکلاته، رامیان) کشتی‌گیر بازنشسته و مربی کشتی ایرانی است که در دستهٔ فوق‌سنگین در هر دو رشتهٔ آزاد و فرنگی رقابت کرده و افتخاراتی را کسب کرد. وی با کسب سه مدال طلای بازی‌های آسیایی در دوره‌های ۱۹۸۲، ۱۹۸۶ و ۱۹۹۰ و یک مدال نقره در ۱۹۷۴ از موفق‌ترین ورزشکاران ایرانی تاریخ این مسابقات در کنار اسکندر فیلابی و احسان حدادی است. او در اوج دوران قهرمانی در دههٔ ۱۳۶۰، به دلیل عدم حضور ایران در رقابت‌های بین‌المللی، شانس حضور در بازی‌های المپیک و قهرمانی جهان را از دست داد که به عقیده بسیاری در صورت شرکت در این مسابقات می‌توانست از پرافتخارترین ورزشکاران ایرانی باشد.
اولین مربی رضا سوخته سرایی منوچهر شمشیری افسر ورزش نیرو زمینی خراسان در دهه ۴۰ شمسی قهرمان کشتی خراسان و دومیدانی ایران و آسیا و ارتش های جهان  میباشد. 
سوخته‌سرایی یکی از بهترین کشتی‌گیران دستهٔ فوق سنگین تاریخ کشتی ایران به‌شمار می‌رود، با این‌که رشتهٔ تخصصی او کشتی آزاد بود اما در کشتی فرنگی نیز سابقهٔ قهرمانی بازی‌های آسیایی را دارد. اوج دوران ورزش قهرمانی او در دههٔ ۱۳۶۰ بود که ایران کمتر در رقابت‌های بین‌المللی حاضر می‌شد و سوخته‌سرایی به همین دلیل رقابت‌های قهرمانی جهان متعدد (۱۹۷۹، ۱۹۸۳، ۱۹۸۶ و ۱۹۸۷)، و دو المپیک ۱۹۸۰ مسکو و ۱۹۸۴ لس آنجلس را از دست داد. 
وی یک رقیب داخلی قدرتمند به نام علیرضا سلیمانی داشت. از نقاط عطف دوران ورزشی او بازی‌های آسیائی سئول ۱۹۸۶ بود که سوخته‌سرایی تصمیم گرفت در رشته کشتی فرنگی شرکت کند تا سلیمانی در ترکیب تیم آزاد قرار گیرد و هر دو نیز مدال طلای بازی‌های آسیایی را کسب کردند.
سوخته‌سرایی کاپیتان و باتجربه‌ترین کشتی‌گیر تیم ملی در دههٔ ۱۹۸۰ و پرچم‌دار کاروان ورزشی ایران در ۳ دورهٔ بازی‌های آسیایی ۱۹۸۲، ۱۹۸۶ و ۱۹۹۰ بود که در هر سه دوره نیز به مدال طلا رسید. وی در سال‌های پس از انقلاب ایران به عنوان پهلوان پایتخت دست یافت و کمتر رقیبی در ایران یارای رقابت با وی را داشت. سوخته‌سرایی جزو بهترین سنگین‌وزن‌های جهان به شما می‌رود و بعضی از کارشناسان کشتی از او به عنوان بهترین سنگین‌وزن تاریخ ایران نام می‌برند. انقلاب ایران و مسائل سیاسی آن دوران باعث شد این کشتی‌گیر که در آن زمان در اوج آمادگی به سر می‌برد در حضور در رقابت‌های متعدد بازبماند.
این کشتی‌گیر در چندین دوره از مسابقات جام دانکولوف به عنوان قهرمانی رسید و از وی به عنوان یکی از رکوردداران این مسابقات نام می‌برند. این مسابقات از معتبرترین مسابقات کشتی است که بهترین کشتی‌گیران جهان در آن شرکت می‌کنند و سوخته‌سرایی بیشتر قهرمانان سنگین‌وزن جهان را در آن شکست داد. بسیاری از کارشناسان کشتی آن زمان سوخته‌سرایی را لایق سکوهای اول المپیک و جهان می‌دانستند و اعتقاد داشتند اگر مسائل سیاسی که مانع شرکت وی در رقابت‌های جهانی و المپیک شدند وجود نمی‌داشت، وی به نشان‌های بیشتری در رقابت‌های مختلف دست پیدا می‌کرد. الکساندر مدوید در مورد سوخته‌سرایی گفته‌است: «حریفی برای او نمی‌شناسم.»